# Ni-Ki
Nishimura Riki (japonês: 西村力(にしむら りき) (Hangul: 니시무라 리키) (Okayama, Japão, 9 de dezembro de 2005), mais conhecido por seu nome artístico Ni-ki (니키) é um cantor e dançarino japonês. Ele é integrante e dançarino principal do boy group sul-coreano ENHYPEN sob o Belift Lab formado pelo reality show de sobrevivência I-LAND.

## Carreira
Em março de 2019, a Belift Lab foi co-fundada pelas empresas de entretenimento sul-coreanas CJ ENM e Hybe Corporation, com planos de criar um novo grupo em 2020. Em 8 de maio de 2020, o canal de televisão Mnet anunciou o programa de competição de sobrevivência I-Land, um empreendimento entre as duas empresas que "acompanha o nascimento de artistas de K-pop da próxima geração". Enhypen foi formado pelo I-Land, estrelando 23 ídolos que estavam sob treinamento da Belift Lab e sendo transmitido semanalmente na Mnet entre 26 de junho e 18 de setembro de 2020, além de distribuído internacionalmente através do canal de YouTube da Hybe Labels. O programa foi dividido em duas partes. Doze competidores da primeira parte se qualificaram para a segunda parte da série. No episódio final, sete membros foram escolhidos dentre os nove finalistas, sendo seis escolhidos por votação global e um pelos produtores.
Com apenas 14 anos de idade, Ni-Ki ficou em quarto lugar no reality, com mais de um milhão de votos, entrando para a formação original do grupo e fazendo sua estréia como membro do ENHYPEN no dia 30 de novembro com Heeseung, Jay, Jake, Sunghoon, Sunoo e Jungwon.

## Vida pessoal
Ni-Ki tem uma irmã mais velha chamada Konon e uma irmã mais nova chamada Misora.
Ele é fã do cantor americano Michael Jackson. Além disso, também é fã do boy group sul-coreano SHINee e foi integrante de um grupo chamado SHINee Kids.